# Kaamelott (stripreeks)
Kaamelott is een Frans-Belgische stripreeks gebaseerd op de gelijknamige Franse televisieserie.

## Inhoud
Zowel de televisieserie als de stripreeks zijn parodieën op de Arthurlegenden. De stripreeks speelt zich af tijdens het eerste seizoen van de televisieserie. De ridders nemen het onder andere tegen draken en Vikingen op.
In de televisieserie komen monsters en dergelijke alleen in de gesprekken voor wegens de te hoge kosten. Strips hebben dat probleem niet waardoor ze er wel in voorkomen.

## Geschiedenis
De bedenker en schrijver van de televisieserie, Alexandre Astier, kreeg het aanbod om anderen een stripreeks te laten maken gebaseerd op zijn televisieserie. Astier weigerde, waarna dit project niet doorging.
De Fransman Astier is echter een bewonderaar van de stripreeks Asterix en besloot dan om toch een stripreeks te maken, maar hij zou wel zelf het scenario schrijven. Uitgever Arnaud de la Croix van Casterman ging daarna op zoek naar een geschikte tekenaar. De Belg Steven Dupré werd gevraagd om enkele proefplaten te tekenen, waarna Astier voor hem koos.

## Albums
Onderstaande verhalen zijn allemaal getekend door Steven Dupré op scenario van Alexandre Astier.
| Nr. | Titel                              | Originele titel                    | Uitgavejaar album |
| --- | ---------------------------------- | ---------------------------------- | ----------------- |
| 1   | De heerscharen van de dood         | L'armée du Nécromant               | 2006              |
| 2   | De magische zetels                 | Les sièges de transport            | 2007              |
| 3   | Het raadsel van de kluis           | L'énigme du coffre                 | 2008              |
| 4   | Parsifal en de bronzen draak       | Perceval et le dragon d'airain     | 2009              |
| 5   | De reuzenslang van het schaduwmeer | Le serpent géant du lac de l'ombre | 2010              |
| 6   | Het strijdperk van de magiërs      | Le duel des mages                  | 2011              |
| 7   | Tegenaanval op Carmelide           | Contre-attaque en Carmélide        | 2013              |
| 8   | Het hol van de basilisk            | L'antre du basilic                 | 2018              |
| 9   | Kwaadaardige versterking           | Les renforts maléfiques            | 2020              |
| 10  | Karadoc en de Isosaëder            | Karadoc Et L'Icosaèdre             | 2023              |